# Lyoness
Lyoness es una marca registrada de un grupo fundado en 2003 de estructuras corporativas (principalmente empresas privadas o sociedades de responsabilidad limitada) con sede en Austria. Lyoness  comprende al menos 7 compañías registradas en Suiza, 9 compañías registradas en Austria y alrededor de 42 compañías más, nacionales y regionales, de todo el mundo. El nombre ‘Lyoness’ procede del reino de la mitología celta ‘Lyonesse’.
La compañía principal se denominó ‘Lyoness Holding Europe AG’ y fue registrada en el año 2003 por Iwan J. Ackermann, Max Meienberg y Uwe Proch. En 2004, Hubert Freidl, el director ejecutivo de Lyoness, conocido públicamente, obtuvo el puesto de director de la compañía. El conjunto de entidades que componen Lyoness tiene una facturación anual estimada en 1200 millones de euros (datos de 2012), con un volumen de miembros de 3 millones (con fecha de junio de 2013 y según Lyoness). Lyoness funciona activamente en la actualidad en más de 40 países repartidos por los 5 continentes.

## Modelo de negocio
Lyoness controla una comunidad de compras internacional e intersectorial. Los participantes reciben descuentos al realizar compras en empresas afiliadas a Lyoness a través de cuatro sistemas diferentes:
- Tarjeta de fidelización, una tarjeta de descuentos.
- Cupones de descuento, emitidos por las compañías afiliadas.
- Tarjeta de descuento móvil, descuentos orientados a aplicaciones de software en smartphones.
- Compra online, a través de un portal de compras que ofrece la página web de Lyoness.

La comunidad de compras Lyoness cuenta actualmente (con fecha de mayo de 2013)[actualizar] con aproximadamente 2,8 millones de miembros en todo el mundo según las estimaciones. Estas personas reciben descuentos mientras realizan sus compras entre las 29.000 empresas afiliadas con más de 150.000 puntos de recogida. A través del sistema de descuentos, los miembros de Lyoness reciben descuentos directos de un 1% o un 2% en forma de crédito por cada compra que realicen en una empresa afiliada a Lyoness. El total de descuentos obtenidos tiene que ser igual o superior a 10€ para que se transfiera a la cuenta del miembro de Lyoness.
Además de los descuentos que reciben los miembros Lyoness por sus compras personales, también reciben un 0,5% de comisión por las compras que hagan los amigos o personas que han accedido a Lyoness por recomendación suya y un 0,5% por las compras que realizan los amigos de sus amigos (que hayan accedido a Lyoness). Lyoness denomina a este sistema ‘Beneficios por amistad’.
Además del abono del 1-2% que reciben los miembros de Lyoness, se transfiere un porcentaje de los gastos que hacen los clientes en compañías afiliadas a Lyoness al sistema de posicionamiento de Lyoness (un sistema en el que los descuentos sobrantes se guardan mediante posicionamiento). Cuando se crean nuevas entradas de posicionamiento suficientes dentro de la cadena de posicionamiento, la persona que ostente el puesto original es recompensada con ganancias a través de un concepto denominado ‘sistema de comisiones’ o ‘comisiones por lealtad’ y, al registrar 35 posicionamientos nuevos por encima o por debajo del puesto original,  el puesto original multiplica su valor por 9 (p.ej. un puesto de 50€ obtiene el valor de 450€).
Para convertirse en ‘Miembro Premium’ de Lyoness es necesario realizar un depósito de al menos 2000€ en descuentos futuros. Normalmente, esos 2000€ se emplean para adquirir 7 puestos de 50€, 3 puestos de 150€ y 3 más de 400€. Las compañías afiliadas (denominadas ‘Comerciantes leales') que ofrecen descuentos a los miembros de Lyoness también estipulan como requisito el convertirse en 'Miembros Premium', lo que implica que los clientes deberán volver a realizar un depósito en descuentos futuros de al menos 2000€ si quieren formar parte de su ‘programa de comerciantes leales’ con tarifa plana de 570$ en cada punto de venta. Si las compañías no desean hacerse ‘Miembros Premium’ de Lyoness, la cuota de afiliación por punto de venta es de 1999$. Además, deberán abonar un pago mensual de 26$ en concepto de ‘modificaciones de la red’.

## Implicación social
Según Lyoness, cada compra que realizan sus miembros en las empresas afiliadas reporta beneficios a la Fundación Lyoness para Niños y sus Familias (una organización benéfica creada por Lyoness) y la Fundación Lyoness Greenfinity (una organización creada por Lyoness que promueve la sostenibilidad).
Lyoness, junto con su Fundación Greenfinity, es el principal patrocinador del torneo de golf anual Austrian Open, que actualmente se conoce como Lyoness Open. Este torneo forma parte del tour europeo de 2013. En 2012, se firmó un contrato que estipulaba el patrocinio durante tres años más (hasta 2014). Lyoness patrocinaba además la ‘Liga Europea Junior’, una competición de fútbol europea para equipos junior.

## Controversia
En 2004, un año después de que se fundara Lyoness, la policía criminal austríaca (Kriminalpolizei) publicó un artículo en la edición de diciembre de la revista de su organización en el que se prevenía a los lectores sobre un posible resurgimiento del esquema Ponzi y el esquema piramidal en Austria. Se mencionaba explícitamente a Lyoness en este artículo. Lyoness respondió públicamente a las acusaciones. En 2005, el miembro del Parlamento austríaco, Johann Maier (Partido social-demócrata austríaco, SPÖ), le planteó al entonces ministerio de Justicia austríaco (Karin Miklautsch, Alianza por el futuro de Austria/BZÖ) preguntas parlamentarias sobre los denuncias presentadas con respecto a los esquemas piramidales a los que se hacía alusión y que se dieron en Austria en 2004. Lyoness era una de las organizaciones contra las que se interpusieron demandas.
En 2008, la Cámara de Trabajo de Austria (‘Arbeiterkammer’) de Steiermark presentó un aviso contra Lyoness advirtiendo del riego de hacer negocios con la compañía debido a las violaciones de privacidad, publicidad engañosa, información engañosa y los beneficios irreales y negligentes que prometía Lyoness. En 2010, la rama Vorarlberg de la Cámara de Trabajo presentó un aviso similar. La Cámara advertía de la desconfianza que les generaban los cupones de descuento, la información falsa y engañosa que daba Lyoness, las violaciones de privacidad, la redundancia de una ‘Tarjeta de reembolso’ y lo poco probable que parecía recibir cualquier beneficio de las inversiones si ese miembro no ha sido reclutado en el sistema.
En marzo de 2010, el medio suizo Beobachter publicó un artículo de Pascale Hofmeier titulado ‘Lyoness: se mira pero no se toca’. En el artículo, Sara Stalder de la Unión de Consumidores de Suiza y Manuel Richard de la Comisión de Apuestas de Suiza previenen a los consumidores de hacer negocios con Lyoness. A principios de 2012, el Kleine Zeitung publicó un artículo en el que se sugería que Lyoness había engañado a la gente dirigiendo una comunidad de compras irrelevante cuando en realidad la clave residía en los sistemas que se escondían tras esa comunidad. L’Hebdo, un medio suizo, reprodujo la historia de cómo se les decía a los miembros de Lyoness que una inversión de 3,000 CHF se convertiría en 25000CHF si lograban reclutar a suficientes miembros nuevos que pagaran por adelantado.
En febrero de 2012, el Beobachter publicó un artículo que afirmaba que, basándose en el estudio de los comunicados internos de Lyoness, se les ofrecían  ‘recompensas’  de hasta 45000 CHF a los miembros para que suministraran a Lyoness información relevante sobre críticas a la compañía. Se sabe que una crítica que se realizó en Zúrich recibió una demanda de más de un millón de CHF por ‘difamación’ tras haber contactado la persona que realizó la crítica con empresas de Suiza afiliadas a la compañía Lyoness en un intento de explicarles el modelo de negocio de Lyoness. El artículo afirmó además de que el modelo de negocio de Lyoness parecía girar en torno a las actividades de reclutamiento en lugar de hacerlo en torno a los descuentos y que Lyoness contaba con denuncias a nivel internacional por falsificación, fraude y por estar desarrollando el esquema piramidal.
Der Standard afirmó en julio de 2012 que el fiscal de Economía y Corrupción de Austria (‘WKStA’) había obtenido la jurisdicción para investigar y procesar a Lyoness en Austria. Asimismo, todavía existen cargos criminales pendientes en Suiza. El Handelszeitung suizo mencionó un caso que Lyoness había perdido en el que se retomaba la cuestión sobre si Lyoness debería haber presentado un informe financiero antes de pedir a los inversores que financiaran las campañas publicitarias de sus mercados extranjeros. En septiembre de 2012, el mismo periódico anunció que los principales presuntos afiliados de Lyoness en Suiza (Microsoft y Kuoni Travel) anunciaban que no continuarían con su alianza, si es que existía alguna. El Wiener Zeitung informó sobre una demanda pendiente que había iniciado la Organización de Consumidores de Austria ‘VKI’ en marzo de 2013. El VKI presentó 61 cláusulas de ‘Términos y Condiciones de Contrato Generales’ de Lyoness, a las cuales calificó de opacas, inciertas y/o carentes de sentido. Asimismo, Eric Breiteneder, contratado como representante legal de la organización, se refirió a estos conceptos (que se empleaban para diferenciar las diferentes partes entre sí, además de los beneficios que reportaba el modelo de negocio de Lyoness) como vagos y/o indefinidos de cualquier modo.
El Handelszeitung informó sobre las sospechas basadas en que miembros de alto nivel de Lyoness estaban previamente implicados en (otros) esquemas piramidales, como el ‘Espíritu de la Independencia’. También se hizo mención a sistema denominado ‘GTS’ (Sistema de Comercio Global), que dirigía Erin Trade SA, organización a la que antiguamente estaba ligado Hubert Freidl. Al igual que Lyoness, esta compañía fue acusada de aplicar el esquema piramidal en diversos debates públicos. El Kleine Zeitung informó de que varios expertos estaban analizando el esquema de inversiones para las campañas publicitarias organizadas por Lyoness y si se solicitó el informe con anterioridad a la captación de capital de los inversores. Lyoness-hired La profesora Susanne Kalls, contratada por Lyoness, concluyó que no se había violado ninguna regulación del mercado de capitales al no solicitar un informe; el abogado Karl Hengstberger alcanzó la conclusión opuesta. En ese mismo artículo, Mathias Vorbach, portavoz de Lyoness, admitía que Lyoness podría haber tenido previamente algunos problemas, pero que estos ya se habían superado y que Lyoness había aprendido de sus errores. Vorbach afirma que solo han surgido problemas legales en Austria (una demanda impugnada) y que el 95% de los miembros de Lyoness tan solo realizan compras y que no participan en los modelos de rentabilidad que ofrece Lyoness. No obstante, el Beobachter, tras haber tenido en cuenta documentos internos de Lyoness, publicó un artículo en el que sugería que el 99,7% de los ingresos de Lyoness procedían de depósitos en futuras compras, no de compras propiamente dichas ni de descuentos (acumulados).
Lyoness refuta los cargos que acusan a la compañía de llevar a cabo un esquema piramidal, además de haber violado regulaciones del mercado de capitales relevantes al ofrecer inversiones sin solicitar un informe.

### Televisión
El 30 de noviembre de 2011, Dragons’ Den Canada emitió un episodio que presentaba el discurso de un ‘Miembro Premium’ de Lyoness procedente de Ontario, Canadá en el que pedía a ‘Dragons’ que invirtiera con él 175.000 dólares canadienses para adquirir ‘paquetes de acciones’ de Lyoness contando con su respaldo y apoyo. Ninguno de los ‘Dragons’ quiso invertir. Al contrario, ridiculizaron a este miembro de Lyoness y la idea de negocio que les ofrecía, alegando que se trataba de un ‘esquema piramidal ofensivo’. Asimismo, le aconsejaron a este miembro de Lyoness, que había hipotecado su casa para adquirir acciones de Lyoness, que no invirtiera más dinero en el sistema de Lyoness.
Otro programa de televisión que ha hablado sobre Lyoness es el programa de la televisión pública austríaca ORF Report. Este programa emitió dos episodios titulados ‘The money mule’ o ‘La mula del dinero’ (el 19 de diciembre de 2012) y ‘The man behind Lyoness’ o ‘El hombre detrás de Lyoness’ (el 23 de abril de 2013). En estos episodios se entrevistaba a expertos y antiguos participantes que afirmaban que Lyoness llevaba a cabo un esquema piramidal tras la fachada de una ‘comunidad de compras’. El último episodio muestra además material grabado con cámaras ocultas en el que se puede ver a Hubert Freidl diciéndole a sus seguidores que repartir ‘Tarjetas de descuento’ es algo irrelevante porque ‘se trata de vender acciones, acciones, acciones, acciones’.

### Legalidad
Mientras tanto, ambas autoridades, austríacas y suizas, han comenzado las investigaciones sobre el modelo de negocio de Lyoness y los alegatos relacionados con la empresa que se está ejecutando un esquema piramidal ilegal. Asimismo, se sabe que si han abierto investigaciones similares en Hungría y Australia. Además, se sabe que la Unión de Consumidores de Austria ha interpuesto una demanda contra Lyoness por proporcionarle a sus clientes términos y condiciones poco claros y engañosos. Según la página web del bufete de abogados de la compañía, VKI-attorney Breiteneder se encarga de los casos de alrededor de 300 exmiembros de Lyoness que solicitan que se les devuelva el dinero. Supuestamente, este abogado ya habría conseguido recuperar el dinero de sus clientes en más de una ocasión. Estos clientes había invertido su dinero en campañas publicitarias organizadas por Lyoness y algunos paquetes de opciones ofertadas por Lyoness, pero no recibieron recibo alguno que justificara su compra. La Corte de Comercio de Viena ha decretado en varias ocasiones que esto viola la legislación austríaca de inversiones y ha concedido a los demandantes el derecho a reclamar su dinero.

### Renta
Se puede deducir, gracias a una filtración interna de Lyoness que reveló su declaración de divulgación de ingresos, que el miembro tipo de Lyoness en Estados Unidos recibe una comisión anual neta de entre 23 y 275 dólares al mes aproximadamente. El montante de la comisión mensual mediana de 0,38$ indica que la inmensa mayoría de los miembros recibe una comisión inferior a la media mensual de 23$.
Además, el documento sostiene que el 46% de los miembros de Lyoness obtiene comisiones de 0$ y que la media anual de gasto que no se tiene en cuenta cuando se calcula la comisión media ronda los 1294$.

### Internet
Lyoness ha sido objeto de análisis de internet, varias páginas web y blogs de todo el mundo, y se ha llegado a acusar a la compañía de prácticas de negocio ilegales (principalmente de llevar a cabo esquemas piramidales y tipo Ponzi). También se plantean las alianzas entre Lyoness y varias corporaciones multinacionales, junto con la validez y la relevancia de los certificados que garantiza la comunidad de compras Lyoness. El estudio con derechos de autor del escritor inglés David Brear concluye que: ‘Lyoness es un fraude de culto poco original que pone en evidencia a sus víctimas y que compone una estafa disimulada de mercado cerrado con varios fraudes por adelantos de capital relacionados’.
En abril de 2013, se informó de que los antiguos participantes de Lyoness procedentes de Austria se había organizado y habían fundado una organización y una página web denominada Plattform Lyoness (Plataforma Lyoness). No mucho tiempo después, se creó una plataforma similar a nivel internacional  bajo el nombre Lyoness Complaint Centre (Centro de quejas contra Lyoness).
A principios de junio de 2013, se informó de que Lyoness había archivado demandas legales contra los fundadores de la Plataforma Lyoness. Los fundadores de la compañía se vieron forzados a retirar los documentos legales relativos a la compañía Lyoness de su página web. La Plattform Lyoness ha informado de la existencia de un requerimiento previo que derivó en un caso legal y que obligó a la Plataforma Lyoness a cambiar su nombre de dominio de plattform-lyoness.at a plattform-lyoness-geschaedigte.at porque el tribunal consideró que ese dominio no pertenecía realmente a Lyoness. La Plataforma Lyoness solucionó este problema añadiendo el término 'geschaedigte', que es el equivalente en alemán de 'víctimas'. El resto de demandas de Lyoness no fueron aprobadas  de julio de por los tribunales. El 17 de julio de 2013, el periódico austríaco Kurier afirmó que Lyoness había interpuesto una queja formal con el Colegio de Abogados de Austria y una demanda frente a la Corte Civil de Viena contra Eric Breiteneder, representante de la Unión de consumidores (VKI) de Austria en la demanda colectiva interpuesta contra Lyoness. Breiteneder actúa como representante en más de 24 procesos judiciales de antiguos miembros de Lyoness que exigen la devolución del capital invertido. Lyoness acusa a Breiteneder de intentar convencer a estos antiguos miembros para que demanden a Lyoness y de influir en las declaraciones que los miembros prestan frente al tribunal. Eric Breiteneder niega haber aconsejado a sus clientes que dieran falso testimonio en los tribunales y recalca que sus consejos forman parte de su labor como abogado.